# باربرا إنجل
باربرا إنجل (بالألمانية: Barbara Engel)‏ هي مصممة أزياء ألمانية، ولدت في 17 سبتمبر 1952 في هامبورغ في ألمانيا.

## وصلات خارجية
- باربرا إنجل على موقع IMDb (الإنجليزية)